# Basilica reale pontificia di San Francesco di Paola
La basilica reale pontificia di San Francesco di Paola è una basilica minore di Napoli, ubicata in piazza del Plebiscito, nel centro storico; è considerata uno dei più importanti esempi di architettura neoclassica in Italia.

## Storia

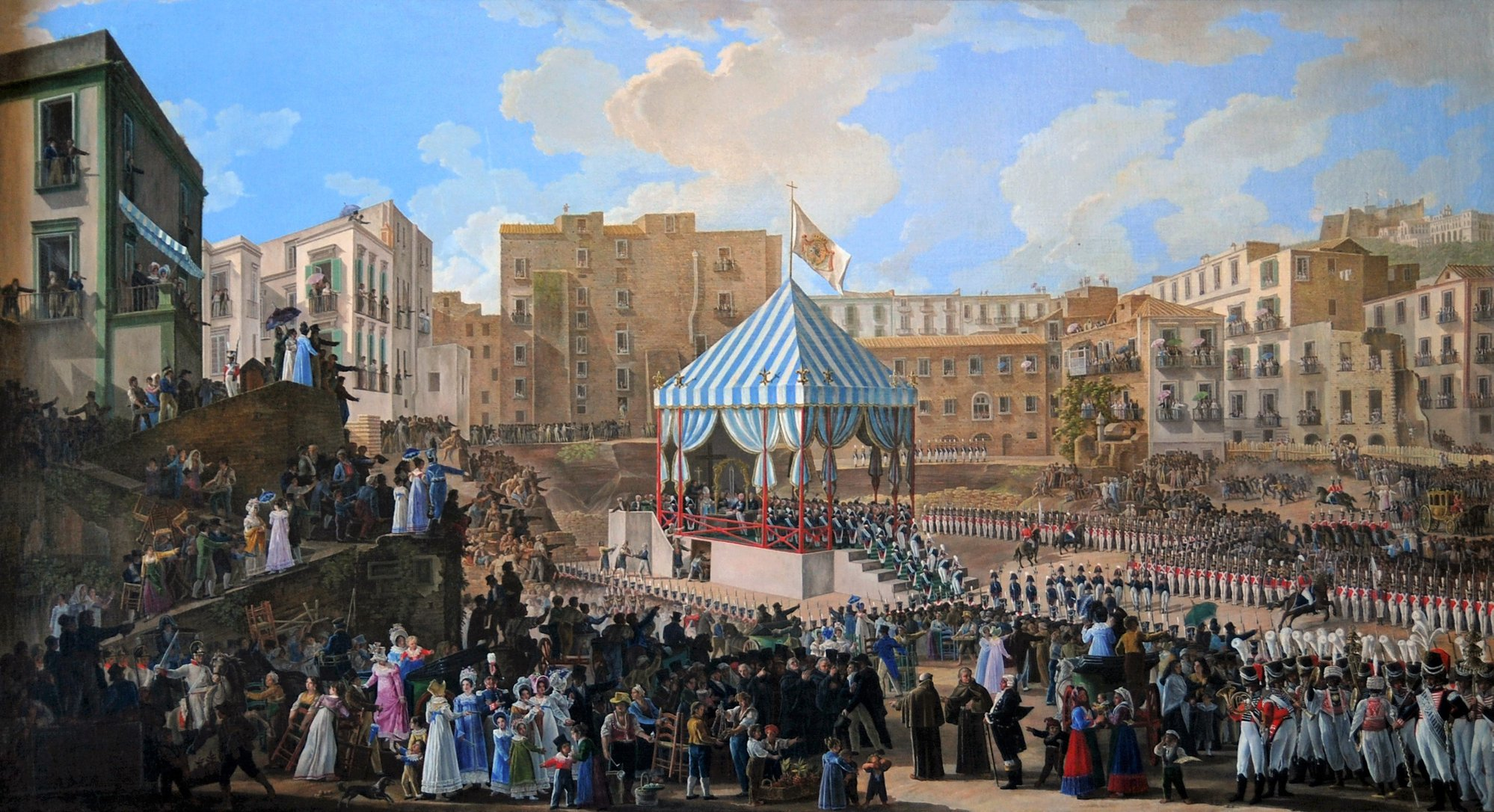
La posa della prima pietra in un dipinto di Aniello D'Aloysio

L'arrivo di Gioacchino Murat a Napoli coincise con l'inizio di un progetto di riassetto urbanistico della città: in particolare, questo interessò quella zona periferica, che diventerà in seguito piazza del Plebiscito, sede di numerosi conventi e giardini, nonché luogo frequentato da malviventi. Il generale francese ordinò quindi l'abbattimento di tutti gli edifici e la costruzione di una piazza che avrebbe dovuto prendere il nome di Gran Foro Gioacchino: tra i progetti presentati venne scelto dal Consiglio degli Edifici Civili, in assenso con l'architetto di Casa Reale Antonio De Simone, quello di Leopoldo Laperuta, il quale proponeva l'edificazione di un porticato con al centro un'aula circolare da utilizzare come sede di assemblee popolari.
I lavori iniziarono nel 1809, tuttavia non vennero mai portati a compimento per via della cacciata di Gioacchino Murat da Napoli e della restaurazione della corona borbonica: Ferdinando I delle Due Sicilie quindi, come voto nei confronti di san Francesco da Paola, che aveva intercesso per lui affinché ritornasse sul trono del Regno, decise la costruzione di una chiesa al centro del costruendo porticato. Venne indetto un concorso che fu vinto dall'architetto ticinese Pietro Bianchi, il quale aveva in parte rispolverato il vecchio progetto di Laperuta, oltre a soddisfare tutte le richieste del re, come quella dell'altezza della cupola che non doveva superare il Palazzo Reale, posto proprio di fronte: i lavori furono appaltati a Domenico Barbaja e la prima pietra venne posta il 17 giugno 1816; la facciata fu terminata nel 1824, le decorazioni interne nel 1836, mentre le statue furono poste nel 1839. In definitiva la chiesa fu conclusa nel 1846, rispecchiando pienamente quello che era il gusto neoclassico ed ispirandosi nelle forme al Pantheon di Roma, oltretutto, grazie al privilegio concesso da papa Gregorio XVI, fu la prima chiesa di Napoli ad avere l'altare rovescio.

## Descrizione
| 1. Atrio 2. Cappella del Santissimo Sacramento 3. Cappella delle Anime del Purgatorio 4. Cupola 5. I cappella sx 6. II cappella sx 7. III cappella sx 8. Abside 9. III cappella dx 10. II cappella dx 11. I cappella dx | Pianta |

### Esterno

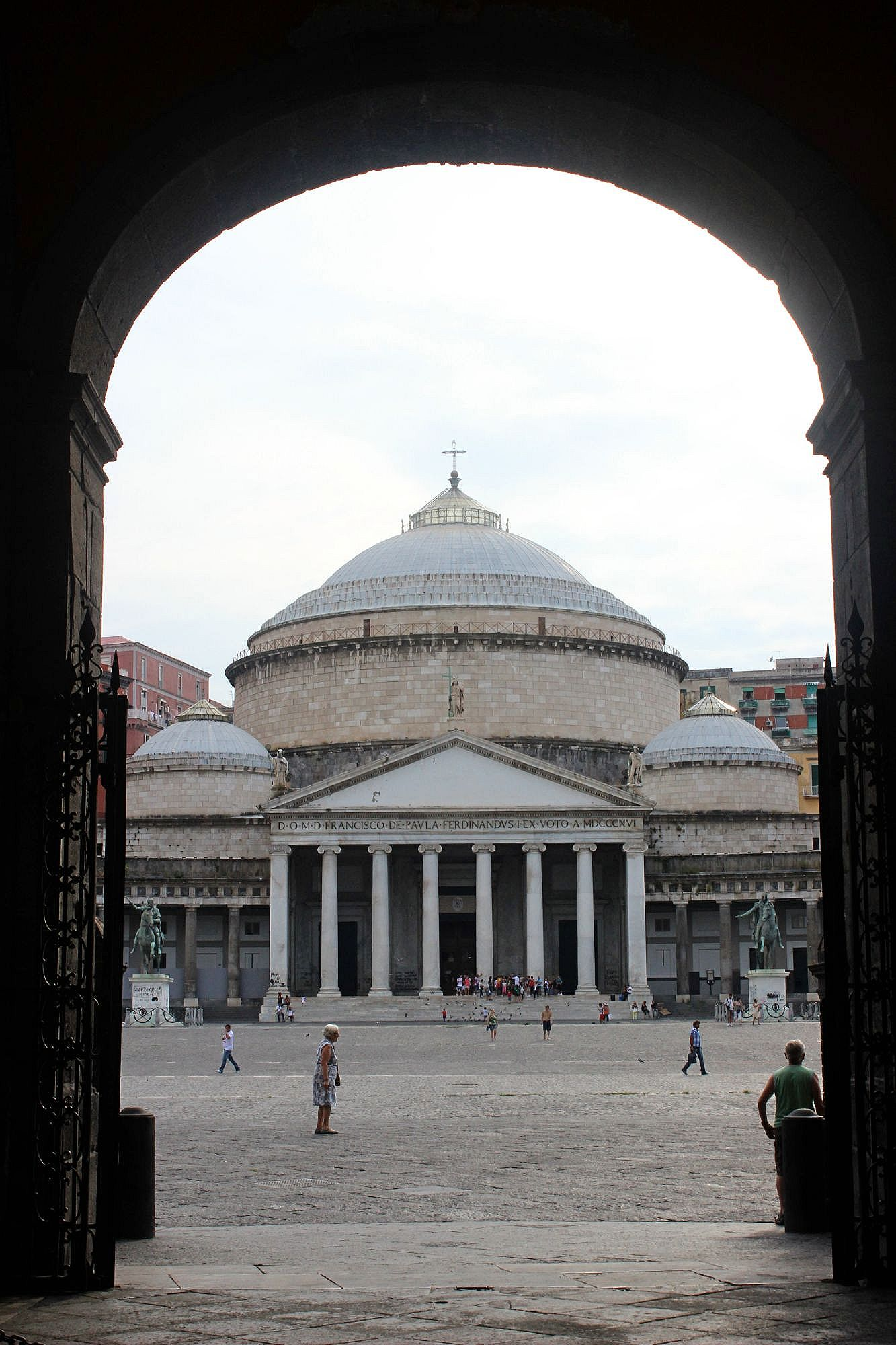
Veduta dai cancelli di Palazzo Reale

Retta dai frati minimi, la chiesa si apre al centro del colonnato di piazza del Plebiscito, progettato da Leopoldo Laperuta. Il porticato della piazza, sostenuto da colonne doriche, descrive una semi-ellisse delimitata, sui lati maggiori, dai palazzi Salerno e dell'ex Foresteria; in corrispondenza dei fuochi si trovano le statue equestri di Carlo III e di Ferdinando I, la prima opera di Antonio Canova, mentre la seconda avente il cavallo del medesimo Canova e il cavaliere opera dello scultore Antonio Calì.
La facciata del tempio, al centro dell'emiciclo, è preceduta da una breve scalinata in marmo di Carrara, ed è caratterizzata da un pronao con sei colonne in ordine ionico ancora in marmo di Carrara, lavorate da Carlo Beccalli, e due pilastri laterali che reggono l'architrave sulla quale è incisa la scritta:
Sopra l'architrave poggia un timpano triangolare sul quale sono poste, a sinistra una statua di San Francesco di Paola opera di Giuseppe Del Nero, a destra una statua di San Ferdinando di Castiglia e sulla sommità una statua della Religione, queste ultime due scolpite da Heinrich Konrad Schweickle.
L'ingresso all'interno della basilica è dato da tre portali, di cui quello centrale diviso in sei scomparti dove sono raffigurati l'inaugurazione della chiesa da parte di Ferdinando II, la Croce, lo stemma di san Francesco e due scene di vita del santo.

### Interno

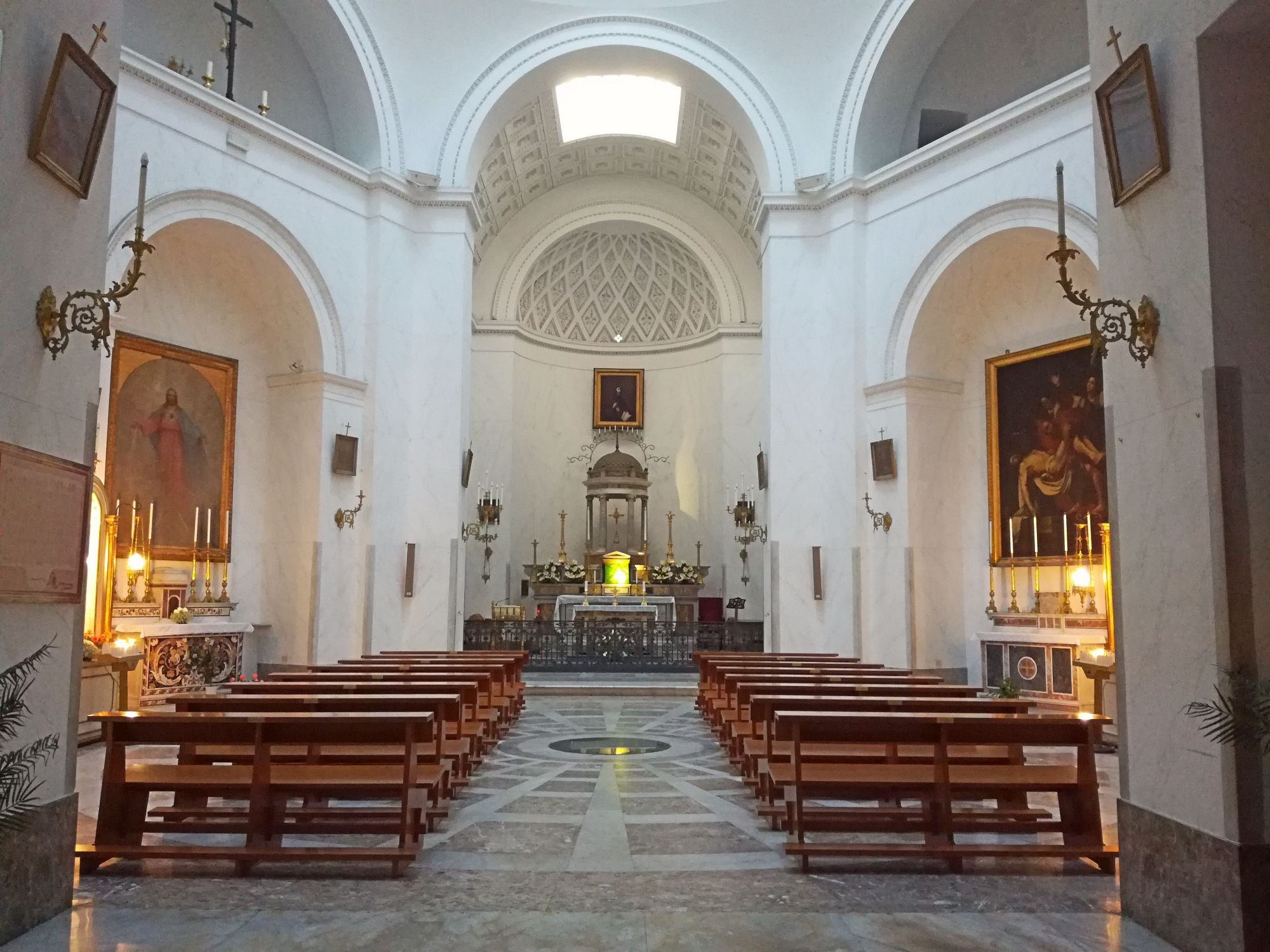
La cappella del Santissimo Sacramento

Superato l'ingresso si accede all'atrio: questo presenta una cappella sul lato sinistro ed una sul lato destro, entrambe coperte da cupola e con un fondo ad esedra dove è posto il coro. La cappella di sinistra è dedicata alla anime del Purgatorio e custodisce una tela di Luca Giordano, raffigurante Sant'Onofrio, una di Paolo De Matteis, con soggetto la Trinità, ed opere di altri artisti come Raffaele Postiglione e Giuseppe Bonito. La cappella di destra è dedicata al Santissimo Sacramento e al suo interno conserva un altare in marmi policromi del XVIII secolo, sormontato da una tela con soggetto San Francesco di Paola, opera di un ignoto appartenente alla scuola di Jusepe de Ribera; completano l'ambiente pitture di artisti neoclassici napoletani come San Giovanni Battista di Antonio Licata del 1845, Cristo Crocifisso e Deposizione nel sepolcro (copia del dipinto di Caravaggio alla Pinacoteca vaticana) di Tommaso De Vivo realizzati tra il 1824 ed il 1825, Tre Marie al sepolcro di un ignoto, Martirio di Sant'Irene di Fabrizio Nenci del 1832 e Cristo che scaccia Satana di Antonio De Crescenzio, queste due entrambe nel presbiterio.
Nella sacrestia è presente una tela di Gaspare Landi raffigurante l'Immacolata ed una di Antonio Campi, datata 1586, con soggetto la Circoncisione: tra le altre opere presenti, pitture di Giacomo del Pò ed un Sant'Antonio con Bambino e Santa Maria Maddalena di autore ignoto, vicino alla scuola di Luca Giordano, precedentemente ospitate all'interno della Cappella Palatina del Maschio Angioino.

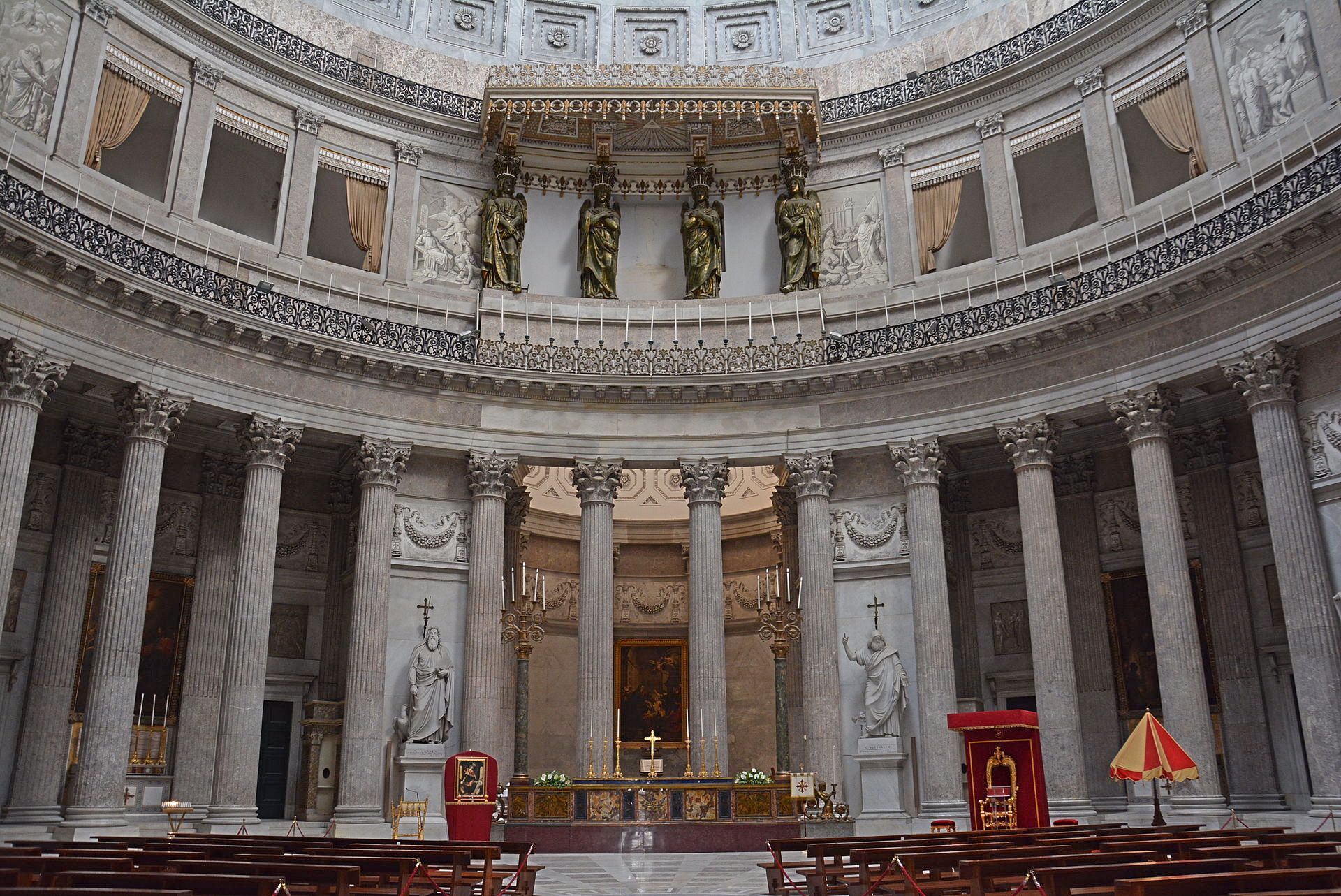
L'interno: il corpo centrale

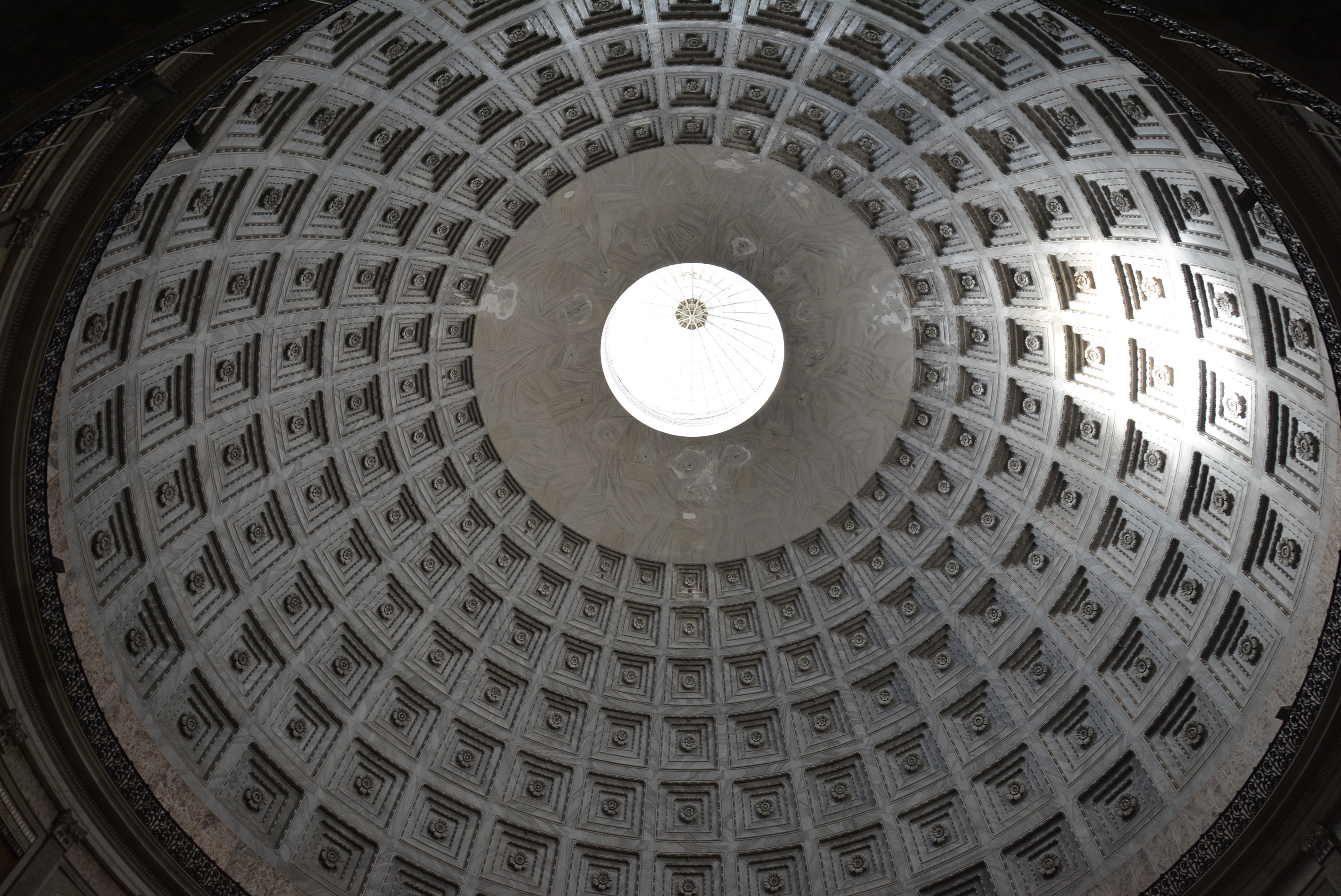
La cupola

Superato l'atrio si accede al corpo centrale della chiesa, dalla forma rotonda, con un diametro di trentaquattro metri e interamente pavimentato con marmi policromi a riprodurre disegni geometrici; lungo tutto il perimetro della chiesa si innalzano trentaquattro colonne in marmo di Mondragone, alte undici metri, terminanti con un capitello corinzio decorato con il giglio borbonico, a cui si interpongono otto pilastri della stessa altezza. Colonne e pilastri reggono il tamburo, all'interno del quale sono state realizzate delle tribune, utilizzate dai reali per assistere alle funzioni religiose; all'altezza dell'altare maggiore e dell'ingresso sporgono due palchetti decorati con statue in legno dorato, raffiguranti da un lato le quattro Virtù Teologali e dall'altro le due Virtù Cardinali. Il tamburo sorregge la cupola, alta cinquantatré metri, decorata internamente a lacunari e esternamente ricoperta da pietra calcarea di Gaeta.
Sia sulla parte sinistra che su quella destra si aprono tre cappelle; a sinistra queste sono adornate con tele ritraenti rispettivamente la Morte di sant'Andrea Avellino, l'Immacolata, entrambe di Tommaso De Vivo, e il Transito di san Giuseppe, di Camillo Guerra, mentre quelle di destra, oltre alle tele presentano anche cartoni monocromatici con scene della vita di san Francesco; in particolare, sull'altare della prima cappella l'Ultima comunione di san Ferdinando di Castiglia di Pietro Benvenuti ed ai lati i cartoni con San Francesco di Paola in udienza presso re Luigi XI e Santo nell'epico viaggio sullo stretto di Messina a bordo del suo solo mantello, segue la cappella con quadro di San Francesco di Paola realizzato da Natale Carta ed infine la cappella con tela di San Nicola da Tolentino, sempre del Carta, e cartoni che ritraggono San Francesco che profetizza il papato a Sisto V e San Francesco che guarisce un appestato. Tutti gli altari sono intercalati da statue: da sinistra seguono Sant'Atanasio di Angelo Solari, Sant'Agostino di Tommaso Arnaud, San Marco di Giuseppe Fabris, realizzata a Roma, San Giovanni di Pietro Tenerani del 1834 anch'essa realizzata a Roma, San Matteo di Carlo Finelli, San Luca di Antonio Calì, Sant'Ambrogio di Tito Angelini, San Giovanni Crisostomo di Gennaro Calì.
Nella zona absidale è posto l'altare maggiore; disegnato nel 1751 da Ferdinando Fuga ed originariamente destinato alla chiesa dei Santi Apostoli, è realizzato in porfido ed abbellito con lapislazzuli e pietre d'agata ed ai suoi lati sono poste due colonne in breccia egiziana, utilizzate come candelabri e provenienti dalla chiesa dei Santi Severino e Sossio; completa l'altare il dipinto di Vincenzo Camuccini che rappresenta San Francesco di Paola resuscita il giovane Alessandro.

### Organi a canne
Nel 1842 l'organaro partenopeo Quirico Gennari realizzò un organo a canne per la basilica di San Francesco di Paola. Lo strumento era collocato sulla cantoria centrale del lato destro dell'aula; era a trasmissione meccanica ed era dotato di settanta registri su tre manuali e pedale. Venne saccheggiato nel 1944 e non più ripristinato; attualmente ne rimangono solo alcune spoglie.
Nella cappella del Santissimo Sacramento, sulla cantoria alla sinistra dell'ingresso, vi è un organo positivo di scuola napoletana del XIX secolo con cassa lignea dipinta di chiaro e mostra in tre campate. Esso dispone di 7 registri su unico manuale, senza pedaliera, ed è integro nelle sue caratteristiche foniche originarie.

### Ipogeo
Sotto la basilica di San Francesco di Paola si estende un ipogeo di oltre mille metri quadri.
Questo ambiente sotterraneo si dirama tra cunicoli e corridoi attorno a una vasta sala circolare, con volta di copertura sorretta da una struttura a fungo, che nell'insieme ha le stesse dimensioni della chiesa superiore.
L'imponenza e la qualità architettonica di questi vasti spazi, liberati dai detriti durante un restauro avvenuto nel corso del 2018, lasciano ipotizzare che l'ipogeo fosse destinato, una volta completato nelle decorazioni, ad accogliere le tombe dei Borbone, fino ad allora ospitate nella basilica di Santa Chiara; una teoria che sembra trovare conferma anche nelle parole di alcuni autori ottocenteschi, quali l'architetto Camillo Napoleone Sasso, il Chiarini ed Eugenio Balbi. Restano tuttavia ignote le ragioni che impedirono il concretizzarsi del progetto; è stato ipotizzato che i sovrani abbiano avuto dei ripensamenti dovuti al fatto che la chiesa di Santa Chiara fosse storicamente più legata alla dinastia dei Borbone, e che, di lì a poco, l'unificazione d'Italia abbia fatto tramontare definitivamente ogni intento.

## Fortuna critica

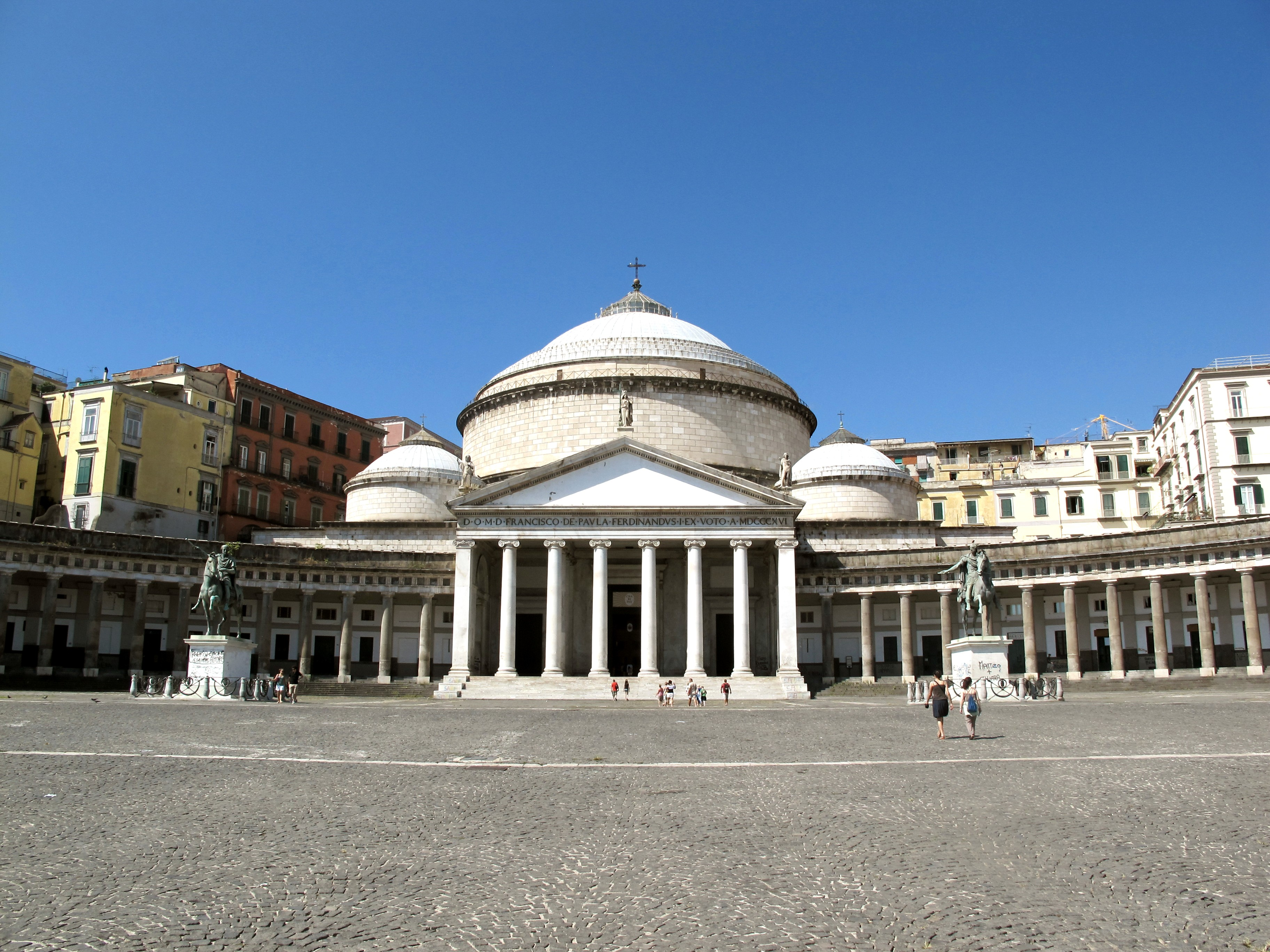
Veduta della basilica e del colonnato della piazza

L'insieme della basilica e del colonnato della piazza costituisce il principale complesso neoclassico di Napoli, nonché un'opera paradigmatica per l'architettura italiana dell'Ottocento.
Bianchi realizzò una chiesa fortemente ispirata al Pantheon di Roma, variando solo le proporzioni e inserendovi due cupole minori ai lati della calotta principale. Il notevole effetto complessivo riuscì a graduare il passaggio tra l'ordine monumentale della piazza e i confusi caseggiati situati sulla retrostante collina di Pizzofalcone.
L'interno della chiesa, tuttavia, risulta meno felice dell'esterno, trasudando una freddezza cimiteriale nella ricca decorazione di marmi, stucchi e ghirlande.
Questo evidente divario insinuò il dubbio che il Neoclassicismo si confacesse più all'architettura delle ville, dei palazzi, dei teatri e delle regge, piuttosto che a quella delle chiese; per questo motivo, di lì a poco, l'architettura ecclesiastica volse verso il neogotico.